# Бабу, Филибер
Филибер Бабу (фр. Philibert Babou; ок. 1484 — сентябрь 1557) — французский придворный и государственный деятель, сюринтендант финансов при Франциске I.

## Биография
Сын Лорана Бабу (ум. до 1501), сеньора де Живре и дю Солье, королевского нотария в Бурже и сотрудника казначейства при Людовике XII, и Франсуазы Ра.
Сеньор де Живре, де Лабурдезьер (1510), дю Солье  (1512), Тюиссо (1521), Л’Иль, Шиссе (1543), Монлуи (1521), Вуйон и Сасьерж (1520), Прюньер (1541), Жерминьи, Брёйе, Лайи, Ле-Кло-Люсе (1523), Бержерес (1543).
В январе 1504, когда его мать вышла вторым браком за Жана Сала, генерального наместника Буржа, Филибер, согласно отцу Ансельму, был королевским секретарём в Бурже и «лабазником» (le grènetier). В 1510 году стал личным секретарём короля. Заведовал чрезвычайными военными расходами в 1520 году. В 1521 году стал мэром Тура.
В 1523 году назначен казначеем Франции. 4 августа 1524 регентша Луиза Савойская назначила Филибера на должность сюринтенданта финансов. В 1534 году он также стал сюринтендантом дома королевы Элеоноры Австрийской.
В 1544 году стал дворцовым распорядителем короля и членом Личного королевского совета. Оставался в этих должностях до своей смерти (после 9.09.1557, даты составления завещания).
Тальман де Рео в своих «Занимательных историях» приводит следующую сплетню о Филибере:

Вот что мне привелось слышать от людей, хорошо осведомленных или полагавших себя таковыми. Некая бедная женщина, жительница Буржа, вдова прокурора или нотариуса, купила у старьёвщика потертую куртку, за подкладкой которой нашла бумагу, где говорилось: «В подвале такого-то дома, на глубине шести футов под землею, в таком-то месте (оно было точно указано) зарыто столько-то золота в кувшинах» и т. д. По тем временам (добрых сто пятьдесят лет назад) сумма была весьма значительной. Вдова эта, зная, что генеральный наместник города тоже вдов и бездетен, рассказала ему про клад, но дом не назвала и предложила, коли он согласен на ней жениться, раскрыть ему тайну до конца. Тот согласился, клад разыскали; генеральный наместник города сдержал слово и женился на вдове. Его звали Бабу. Он купил поместье Ла-Бурдэзьер. Это, как я полагаю, был дед матери маршала д’Эстре.— Тальман де Рео Ж. Занимательные истории, с. 8—9
На самом деле, речь в этом анекдоте идёт о матери Филибера Бабу, вышедшей вторым браком за генерального наместника Буржа, но общий тон рассказа связан с низким происхождением семьи Бабу, буржских финансистов и нотариев, аноблированных и купивших дворянские поместья только во второй половине XV века. Первым сеньором в этом роду был отец Филибера Лоран Бабу.

## Семья
Жена (28.04.1510, Тур): Мари Годен (ок. 1495—1580), дама де Лабурдезьер и Тюиссо, дочь Виктора Годена, сеньора де Лабурдезьер и Тюиссо, личного секретаря королевы, и Аньес Морен. Придворная дама королевы Элеоноры Австрийской
Дети:
- Жан Бабу (1511—10.11.1569), сеньор де Лабурдезьер. Жена (1539/1540): Франсуаза Роберте (1519 — после 1580), дама д’Аллюи и де Сагонн, дочь Флоримона Роберте, барона д’Аллюи и де Бру, и Мишель Гайяр
- Жак Бабу (1512—24.11.1532), декан Сен-Мартен-де-Тура, епископ Ангулемский с 1528, штатный рекетмейстер Дворца с 17.10.1524
- Филибер Бабу (ок. 1513—25.01.1570), епископ Ангулема и Осера, кардинал де Лабурдезьер
- Леонор Бабу де Лабурдезьер. Хлебодар короля (1557). Был холост
- Клод Бабу де Лабурдезьер (ум. 1550). Муж (2.11.1534): Никола Пупийон, барон де Шатель-Монтань (ум. до 1576)
- Франсуа Бабу де Лабурдезьер
- Мари Бабу де Лабурдезьер. Муж (контракт 10.05.1542): Бонавантюр Грийе, барон де Марманд (ум. после 1581), дворцовый распорядитель и штатный хлебодар короля
- Антуанетта Бабу де Лабурдезьер. Муж: Рене де Линьер, сеньор д’Азе и д’Ож (убит 19.12.1562 в битве при Дрё). Брак бездетный
- Анна I Бабу де Лабурдезьер. Аббатиса Бомон-Ле-Тура